# Myrmarachne
Myrmarachne är ett släkte av spindlar som beskrevs av MacLeay 1839. Myrmarachne ingår i familjen hoppspindlar.

## Dottertaxa tillMyrmarachne, i alfabetisk ordning[1][2]
- Myrmarachne aenescens
- Myrmarachne albocincta
- Myrmarachne albosetosa
- Myrmarachne alticeps
- Myrmarachne andrewi
- Myrmarachne andringitra
- Myrmarachne angusta
- Myrmarachne annamita
- Myrmarachne annandalei
- Myrmarachne assimilis
- Myrmarachne attenuata
- Myrmarachne augusta
- Myrmarachne aureonigra
- Myrmarachne bakeri
- Myrmarachne balinese
- Myrmarachne bamakoi
- Myrmarachne bellicosa
- Myrmarachne bengalensis
- Myrmarachne bicolor
- Myrmarachne bicurvata
- Myrmarachne bidentata
- Myrmarachne biseratensis
- Myrmarachne borneensis
- Myrmarachne brasiliensis
- Myrmarachne brevis
- Myrmarachne calcuttaensis
- Myrmarachne caliraya
- Myrmarachne capito
- Myrmarachne centralis
- Myrmarachne chapmani
- Myrmarachne chickeringi
- Myrmarachne clavigera
- Myrmarachne cognata
- Myrmarachne collarti
- Myrmarachne confusa
- Myrmarachne consobrina
- Myrmarachne constricta
- Myrmarachne contracta
- Myrmarachne cornuta
- Myrmarachne corpuzrarosae
- Myrmarachne cowani
- Myrmarachne cuneata
- Myrmarachne cuprea
- Myrmarachne debilis
- Myrmarachne decorata
- Myrmarachne denticulata
- Myrmarachne diegoensis
- Myrmarachne dilatata
- Myrmarachne dirangicus
- Myrmarachne dubia
- Myrmarachne dundoensis
- Myrmarachne edentata
- Myrmarachne edentula
- Myrmarachne edwardsi
- Myrmarachne eidmanni
- Myrmarachne electrica
- Myrmarachne elongata
- Myrmarachne erythrocephala
- Myrmarachne eugenei
- Myrmarachne eumenes
- Myrmarachne evidens
- Myrmarachne exilisata
- Myrmarachne exultans
- Myrmarachne foenisex
- Myrmarachne foreli
- Myrmarachne formica
- Myrmarachne formicaria
- Myrmarachne formosa
- Myrmarachne formosana
- Myrmarachne formosicola
- Myrmarachne furcata
- Myrmarachne galianoae
- Myrmarachne gedongensis
- Myrmarachne gigantea
- Myrmarachne giltayi
- Myrmarachne gisti
- Myrmarachne glavisi
- Myrmarachne globosa
- Myrmarachne grossa
- Myrmarachne guaranitica
- Myrmarachne hanoii
- Myrmarachne hesperia
- Myrmarachne hidaspis
- Myrmarachne himalayensis
- Myrmarachne hirsutipalpi
- Myrmarachne hispidacoxa
- Myrmarachne hoffmanni
- Myrmarachne ichneumon
- Myrmarachne imbellis
- Myrmarachne incerta
- Myrmarachne inermichelis
- Myrmarachne inflatipalpis
- Myrmarachne insulana
- Myrmarachne iridescens
- Myrmarachne isolata
- Myrmarachne jacksoni
- Myrmarachne jacobsoni
- Myrmarachne japonica
- Myrmarachne jugularis
- Myrmarachne kiboschensis
- Myrmarachne kilifi
- Myrmarachne kitale
- Myrmarachne kochi
- Myrmarachne kuwagata
- Myrmarachne laeta
- Myrmarachne lanyuensis
- Myrmarachne laticorseleta
- Myrmarachne laurentina
- Myrmarachne lawrencei
- Myrmarachne legon
- Myrmarachne leleupi
- Myrmarachne leptognatha
- Myrmarachne lesserti
- Myrmarachne linguiensis
- Myrmarachne longiventris
- Myrmarachne luachimo
- Myrmarachne luctuosa
- Myrmarachne ludhianensis
- Myrmarachne lugens
- Myrmarachne lugubris
- Myrmarachne lulengana
- Myrmarachne lulengensis
- Myrmarachne lupata
- Myrmarachne lurida
- Myrmarachne luteopalpis
- Myrmarachne macleayana
- Myrmarachne macrognatha
- Myrmarachne magna
- Myrmarachne mahasoa
- Myrmarachne malayana
- Myrmarachne mandibularis
- Myrmarachne manducator
- Myrmarachne maratha
- Myrmarachne markaha
- Myrmarachne marshalli
- Myrmarachne maxillosa
- Myrmarachne mcgregori
- Myrmarachne megachelae
- Myrmarachne melanocephala
- Myrmarachne melanotarsa
- Myrmarachne militaris
- Myrmarachne mocamboensis
- Myrmarachne moesta
- Myrmarachne mussungue
- Myrmarachne myrmicaeformis
- Myrmarachne naro
- Myrmarachne natalica
- Myrmarachne nemorensis
- Myrmarachne nigella
- Myrmarachne nigeriensis
- Myrmarachne nigra
- Myrmarachne nitidissima
- Myrmarachne nubilis
- Myrmarachne obscura
- Myrmarachne onceana
- Myrmarachne opaca
- Myrmarachne orientales
- Myrmarachne paivae
- Myrmarachne palladia
- Myrmarachne panamensis
- Myrmarachne parallela
- Myrmarachne patellata
- Myrmarachne paviei
- Myrmarachne peckhami
- Myrmarachne pectorosa
- Myrmarachne penicillata
- Myrmarachne piercei
- Myrmarachne pinakapalea
- Myrmarachne pinoysorum
- Myrmarachne pisarskii
- Myrmarachne plataleoides
- Myrmarachne platypalpus
- Myrmarachne poonaensis
- Myrmarachne prava
- Myrmarachne prognatha
- Myrmarachne providens
- Myrmarachne pumilio
- Myrmarachne pygmaea
- Myrmarachne radiata
- Myrmarachne ramosa
- Myrmarachne ramunni
- Myrmarachne ransoni
- Myrmarachne rhopalota
- Myrmarachne richardsi
- Myrmarachne robusta
- Myrmarachne roeweri
- Myrmarachne rufescens
- Myrmarachne rufisquei
- Myrmarachne russellsmithi
- Myrmarachne sansibarica
- Myrmarachne satarensis
- Myrmarachne schenkeli
- Myrmarachne septemdentata
- Myrmarachne seriatis
- Myrmarachne shelfordi
- Myrmarachne simoni
- Myrmarachne simonis
- Myrmarachne simplexella
- Myrmarachne solitaria
- Myrmarachne sp-australia
- Myrmarachne spissa
- Myrmarachne striatipes
- Myrmarachne sumana
- Myrmarachne tagalica
- Myrmarachne tayabasana
- Myrmarachne thaii
- Myrmarachne topali
- Myrmarachne transversa
- Myrmarachne tristis
- Myrmarachne turriformis
- Myrmarachne uelensis
- Myrmarachne uniseriata
- Myrmarachne uvira
- Myrmarachne vanessae
- Myrmarachne wanlessi
- Myrmarachne vehemens
- Myrmarachne vestita
- Myrmarachne volatilis
- Myrmarachne vulgaris